# Yongkang (Tainan)
Yongkang (chinesisch 永康區, Pinyin Yǒngkāng Qū, W.-G. Yung-k'ang Chü, taiwanisch: Éng-khong-khu) ist mit etwa 215.000 Einwohnern der bevölkerungsreichste Bezirk der Stadt Tainan im Südwesten der Republik China auf Taiwan. Bis 2010 war Yongkang eine eigenständige Stadt im Landkreis Tainan.

## Lage
Yongkang liegt unmittelbar östlich des Zentrums von Tainan im südlichen Teil der Jianan-Ebene, der größten Ebene Taiwans. Durch den Bezirk führen die wichtigsten Nord-Süd-Verkehrsachsen Taiwans, die Autobahn 1 und die durch Westtaiwan verlaufende Hauptstrecke der taiwanischen Eisenbahn. Die Trasse der Taiwan High Speed Rail streift den östlichen Teil Yongkangs, deren Bahnhof Tainan befindet sich im südlichen Nachbarbezirk Guiren.

## Geschichte
Das Gebiet des heutigen Bezirks war bereits gegen Ende der Ming-Zeit von Han-Chinesen besiedelt. Dem 1662 von Koxinga gegründeten Königreich Tungning gehörte Yongkang als Gemeinde an.
Begünstigt durch die verkehrsgünstige Lage und die Nähe zur Metropole Tainan entwickelte sich der Ort in der zweiten Hälfte des 20. Jahrhunderts zu einem bedeutenden Industrie- und Hochschulstandort. Ab 1977 war Yongkang die größte Stadt des Landkreises Tainan und auch danach wuchs die Bevölkerung weiter stark an, von etwa 86.000 Einwohnern im Jahr 1983 auf über 230.000 im Jahr 2024. 1993, als die Marke von 150.000 Einwohnern überschritten wurde, erhielt Yongkang den offiziellen Status einer Stadt (chinesisch 市, Pinyin Shì). Zum 25. Dezember 2010 wurde der gesamte Landkreis Tainan in die Stadt Tainan eingegliedert, Yongkang hat seitdem den Status eines Stadtbezirks (區,  Qū).
Am 6. Februar 2016 Ortszeit stürzte in Yongkang während des Erdbebens in Kaohsiung das 16-stöckige Weiguan-Jinlong-Hochhaus ein, was 114 Todesopfer und zahlreiche Verletzte forderte.

## Persönlichkeiten
- Wei Te-sheng (* 1969), Regisseur